# 尼库·斯托扬
尼库·斯托扬（羅馬尼亞語：Nicu Stoian，1957年2月17日—），罗马尼亚前男子排球运动员。他曾代表罗马尼亚国家队参加1980年夏季奥林匹克运动会排球比赛，获得一枚铜牌。